# Marktgebiet (Deutschland)
Ein Marktgebiet in der Erdgaswirtschaft ist eine Zusammenfassung von Netzen. Der Begriff ist in der Gesetzgebung und Regulatorik definiert. Die Zusammenfassung von Netzen zu Marktgebieten soll Erdgaslieferanten den Zugang zu den Netzen erleichtern und dadurch Wettbewerb fördern. Die Anzahl der Marktgebiete wurde (politisch gewollt) stetig reduziert, sodass inzwischen nur noch ein Marktgebiet in Deutschland existiert. Der analoge Begriff in der Stromwirtschaft ist die Regelzone.

## Gesetzlicher Hintergrund
Um Gaslieferanten einen möglichst einfachen Zugang zu den Gasnetzen zu ermöglichen und damit den Wettbewerb zu stärken, hat die Politik Gesetze und Verordnungen erlassen um den Netzzugang über das Entry-Exit-System zu realisieren. Anstatt mit jedem einzelnen Netzbetreiber Verträge schließen zu müssen, muss ein Gasnetzbetreiber dadurch nur noch am Ein- und am Ausspeisepunkt einen Vertrag mit dem jeweiligen Netzbetreiber schließen. Um dieses Ziel zu erreichen, werden in der Gasnetzzugangsverordnung die Fernleitungsnetzbetreiber angewiesen, Marktgebiete zu bilden. Pro Marktgebiet existiert ein Marktgebietsverantwortlicher, der die Aufgaben hat, den virtuellen Handelspunkts im Marktgebiets zu betreiben, die Bilanzkreisenabwicklung durchzuführen, und die Beschaffung und die Steuerung des Einsatzes von Regelenergie durchzuführen.
Die Zusammenarbeit regeln die Netzbetreiber selber über eine Kooperationsvereinbarung.

## Entwicklung der Marktgebiete
Die Anzahl der Marktgebiete hat sich von anfangs 19 auf 1 reduziert. Zu Beginn der Gasmarktliberalisierung wurden die deutschen Gasnetze in 19 Marktgebiete aufgeteilt. Auf Druck der Bundesnetzagentur wurden immer mehr Marktgebiete zusammengelegt. Zunächst legten die Fernnetzbetreiber, die mehrere Marktgebiete betrieben, ihre Marktgebiete zusammen. Anschließend legten auch verschiedene Fernnetzbetreiber ihre Marktgebiete zusammen. Im Jahr 2011 wurden schließlich qualitätsübergreifenden Marktgebiete geschaffen. Schließlich wurden zum 1. Oktober 2021 die letzten beiden verbliebenen Marktgebiete (NetConnect Germany und Gaspool) zu dem Marktgebiet Trading Hub Europe fusioniert.